# Aulographum bromi
Aulographum bromi är en svampart som beskrevs av Berk. 1845. Aulographum bromi ingår i släktet Aulographum och familjen Aulographaceae.   Inga underarter finns listade i Catalogue of Life.